# 지방도 제517호선
지방도 제517호선은 충청북도 괴산군 청천면 송정삼거리와 장연면 추점삼거리를 잇는 충청북도의 지방도이다.
중간에 경상북도 문경시를 경유하는 점이 특징이다.

## 연혁
- 2003년 2월 14일 : 충청북도 구간 노선 재지정[2]
- 2003년 2월 20일 : 경상북도 구간 노선 재지정[3]
- 2008년 12월 26일 : 충청북도 구간 도로구역 지정[4]
- 2009년 12월 4일 : 송치 ~ 가래울간 도로(괴산군 장연면 오가리 ~ 추점리) 6.2 km 구간 확장 개통[5]
- 2021년 12월 6일 : 실 연장 반영으로 경상북도 구간을 기존 3.5km에서 3.46km로 변경[6]

## 주요 경유지
- 충청북도 괴산군
  - 청천면 송정삼거리 - 선유동입구 - 삼송리 - 큰고개재
- 경상북도 문경시
  - 가은읍 큰고개재 - 선유교
- 충청북도 괴산군
  - 청천면 선유교 - 선유동입구 - 관평리 - 관평교
- 경상북도 문경시
  - 가은읍 관평교 - 완장리 - 관평삼거리 - 상관평교
- 충청북도 괴산군
  - 청천면 상관평교 - 관평리 - 제수리재 (해발 530m)
  - 칠성면 제수리재 (해발 530m) - 쌍곡리 - 쌍곡삼거리 - 태성리 - 쌍곡2 교차로 - 태성삼거리 - 장풍교 - 장암교 - 장암리 - 송덕교 - 송덕리 - 솔치재 (해발 330m)
  - 장연면 솔치재 (해발 330m) - 오가리 - 장연초등학교 - 추점리 - 추점삼거리

## 도로명
- 충청북도 괴산군 청천면 송정삼거리 ~ 경상북도 문경시 가은읍 관평삼거리 : 대야로
- 경상북도 문경시 가은읍 관평삼거리 ~ 충청북도 괴산군 칠성면 쌍곡삼거리 : 쌍곡로
- 충청북도 괴산군 칠성면 쌍곡삼거리 ~ 태성삼거리 : 연풍로
- 괴산군 칠성면 태성삼거리 ~ 장연면 추점삼거리 : 미선로